# Redemoinho (filme)
Redemoinho é um filme brasileiro de 2017 do gênero drama. Baseado no livro "O Mundo Inimigo – Inferno Provisório Vol. II", de Luiz Ruffato, o filme é dirigido por José Luiz Villamarim e estrelado por Irandhir Santos, Júlio Andrade e Dira Paes. A produção foi distribuída no Brasil pela Vitrine Filmes.

## Sinopse
No interior de Minas Gerais, na cidade de Cataguases, dois amigos se reencontram após muito tempo afastados. Em dia de Véspera de Natal, os dois se encontram para conversar e beber, mas esse reencontro gera em Luzimar e Gildo a oportunidade de reavaliar seus caminhos e de falar sobre suas lembranças, seus remorsos e suas alegrias.

## Elenco
- Irandhir Santos como Luzimar
- Júlio Andrade como Gildo
- Cássia Kis como Marta
- Dira Paes como Toninha
- Démick Lopes como Zunga
- Inês Peixoto como Suzi
- Camila Amado como Bibica
- Cyria Coentro como Hélia

## Recepção
No Metrópoles, H. Caio Flávio disse que "Redemoinho desenrola [uma] trama crua, direta, densa e realista." Em sua crítica no Papo de Cinema, Wallace Andrioli disse que o filme "é eficiente sobretudo nas relações que estabelece entre seus personagens".